# バト・シェバ

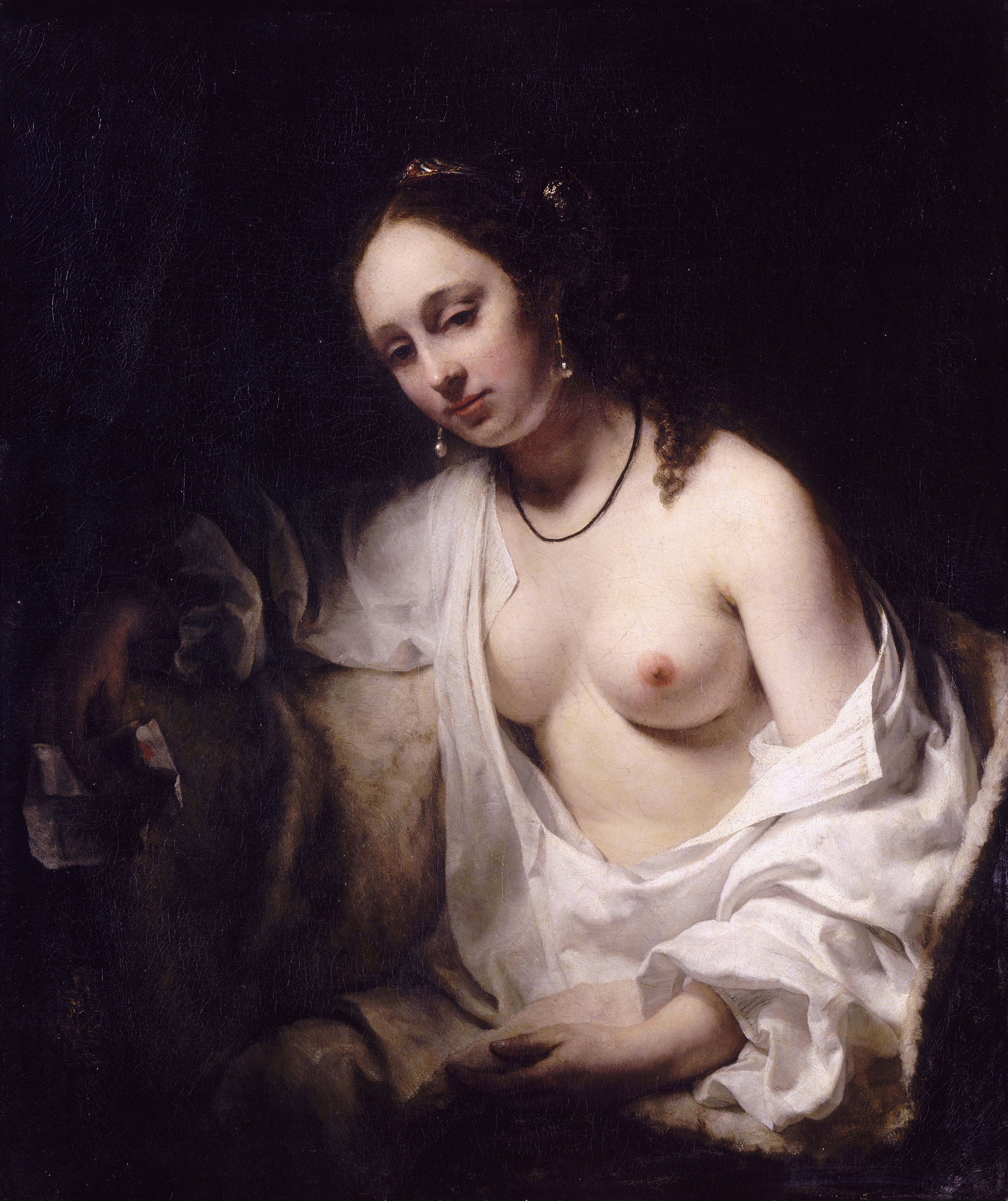
ダビデからの書状を受け取るバト・シェバ。ウィレム・ドロステ画、1654年 ルーヴル美術館

バト・シェバ（ヘブライ語: בת שבע）は、ヘブライ語聖書によれば、ヒッタイト人ウリヤの妻で、後に古代イスラエルの王ダビデの妻、ダビデの跡を継いで王となったソロモンの母。バテシバ、バテ・シェバとも表記される。

## 聖書から
「バト・シェバ」という名前はヘブライ語で「シェバの娘」または「誓いの娘」を意味する。名前の第2の部分は、旧約聖書・歴代誌・上・第3章5節では「shua (Bath-shua)」となっている。
バト・シェバはエリアム（歴代誌・上・第3章5節ではアミエル (Ammiel) と呼ばれている。）の娘である（サムエル記・下・第11章3節）。彼女の父親は一部の学者によってサムエル記・下・第23章34節にギロ人アヒトフェル (Ahitophel) の子エリアムとして登場する人物と同一視されている。
バト・シェバはヒッタイト人ウリヤの妻であったが、後にダビデの妻となり、ダビデの跡を継いでイスラエル王国の王となったソロモンを産んだ。

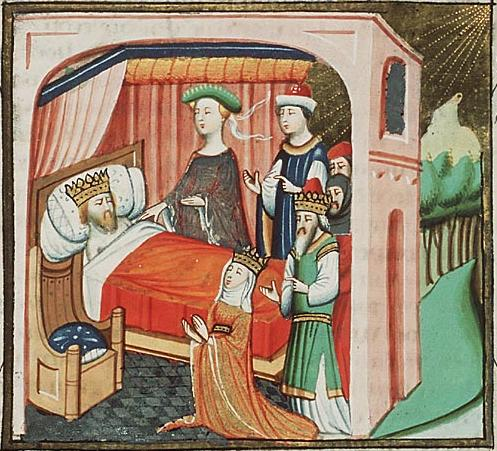
バト・シェバ、ソロモン、ナタン、老いたダビデを世話するアビシャグ。

ダビデがバト・シェバに言い寄る物語はサムエル記・下・第11章で言及され、歴代誌では省略されている。物語はダビデが王宮の屋上を散歩している時、水浴中のウリヤの妻バト・シェバに目を留めた事を伝えている。ダビデはすぐに彼女を呼び寄せ、関係を持ち妊娠させた。
ダビデは自らの罪を隠そうとし、ウリヤを妻バト・シェバと性交させ、子供が自分のものだと考えることを期待して、ウリヤを戦闘中の軍から呼び戻した。ウリヤは戦闘中の兵士を律する古来よりの習わしに背く事を望まず、自宅のベッドで寝るよりも王宮の兵士たちと共に滞在する事を選んだ。
ウリヤ自身がバト・シェバを妊娠させたと信じ込ませようとする試みが不首尾に終わった後、王は彼の将軍ヨアブ (Joab) にウリヤを激戦の最中に見捨て、敵陣に置き去りにするよう命令を与えた。皮肉にも、ダビデはウリヤに彼自身の死を命ずる書状を持って行かせた。ウリヤの死後、ダビデは未亡人となったバト・シェバを妻に迎えた。
サムエル記によると、主はダビデの行動に怒り、王を叱責するために預言者ナタンを遣わせた。預言者は貧しい隣人から1匹の小羊を奪った金持ちの寓話を話し、不正な行為に対する王の激しい怒りを起こさせた後、これをダビデのバト・シェバに対する行為に例えた（サムエル記・下・第12章1-6節）。王はすぐに自らの罪を懺悔して、心からの悔悟を表明した。ダビデとバト・シェバの子供は重病に罹り、出生後わずか数日で他界した。王はこれを自らに対する罰として受け入れた。
ナタンもまた、ダビデの家が姦淫と謀殺のために呪われ不安定になっている事に気付いていた。数年後ダビデが寵愛した息子の1人アブサロムが反乱を起こし、王国を内戦状態に陥れた。ナタンの預言通り、新しい王である事を明確に示すため、アブサロムは人前で父の側室のうちの10人と性交をした。これは他の男性の妻を奪い取ったダビデの行為に対して、神が与えた10倍の罰と見なす事ができる。
ダビデの老年期、バト・シェバは生存するダビデの最年長の息子アドニヤの代わりに彼女の息子ソロモンの王位継承を確実なものとした。(列王記・上・第1章11-31節)。

## ラビの文献から

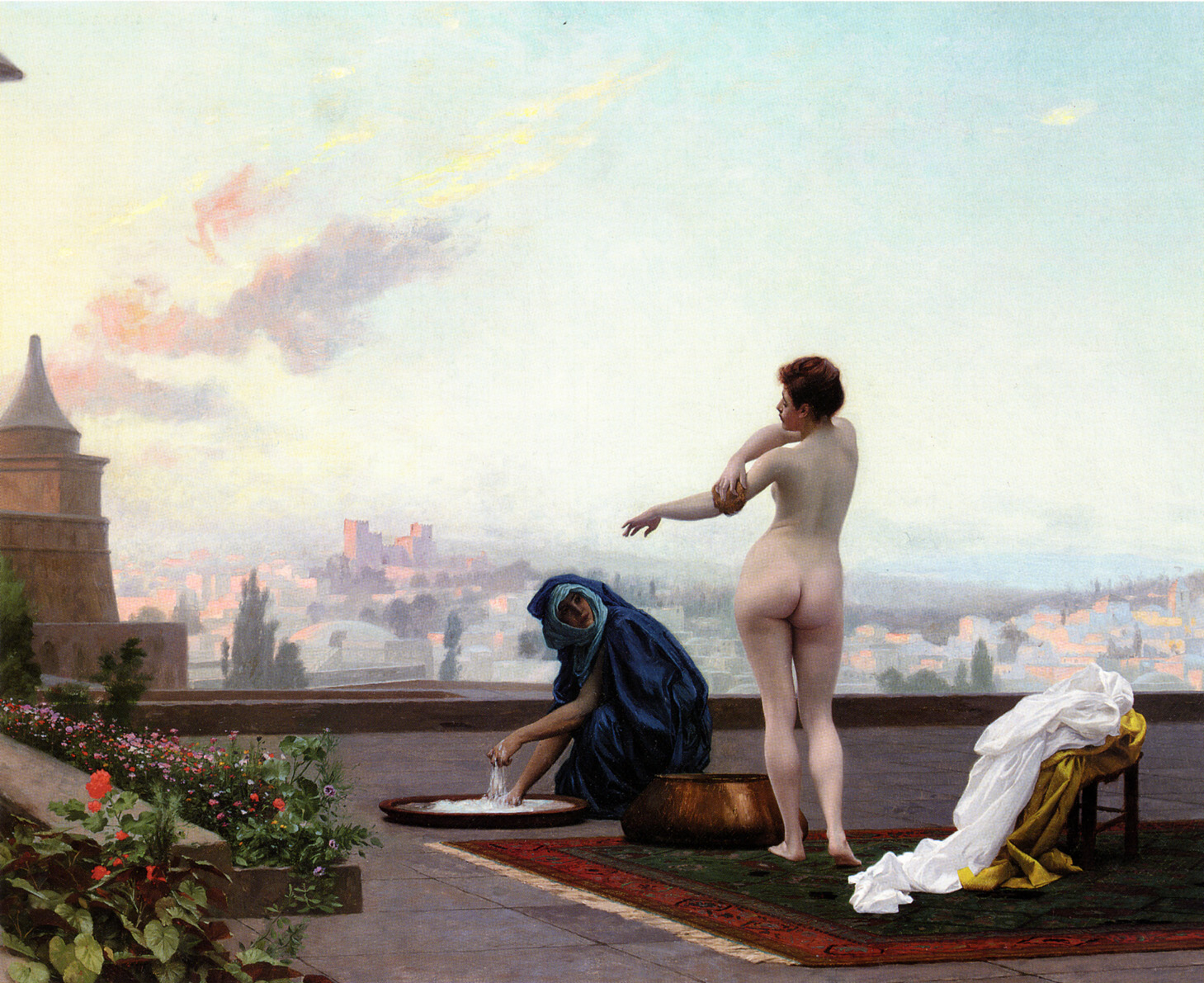
ジャン＝レオン・ジェロームによるバト・シェバ

バト・シェバはダビデの著名な軍師であったアヒトフェル (Ahitophel) の孫娘である。
ミドラーシュはダビデとバト・シェバに罪深い関係をもたらしたサタンの影響について以下のように描写している。
バト・シェバは彼女の家の屋根の上、おそらく枝編み細工の遮蔽物の後にいた。サタンは鳥の姿を模して現れ、ダビデが鳥を撃つと遮蔽物に命中し裂けた。このようにしてバト・シェバはダビデの前にその美しさを現した（Sanhedrin 107a）。
バト・シェバは天地創造よりいずれかの時期がくれば、ダビデの合法的な妻になる運命にあったかも知れないが、この関係はダビデの性急な行動のために時期尚早に引き起こされた。

## キリスト教において
マタイによる福音書第1章6節で彼女はイエスの先祖として間接的に触れられている。

## クルアーンとイスラム伝承から

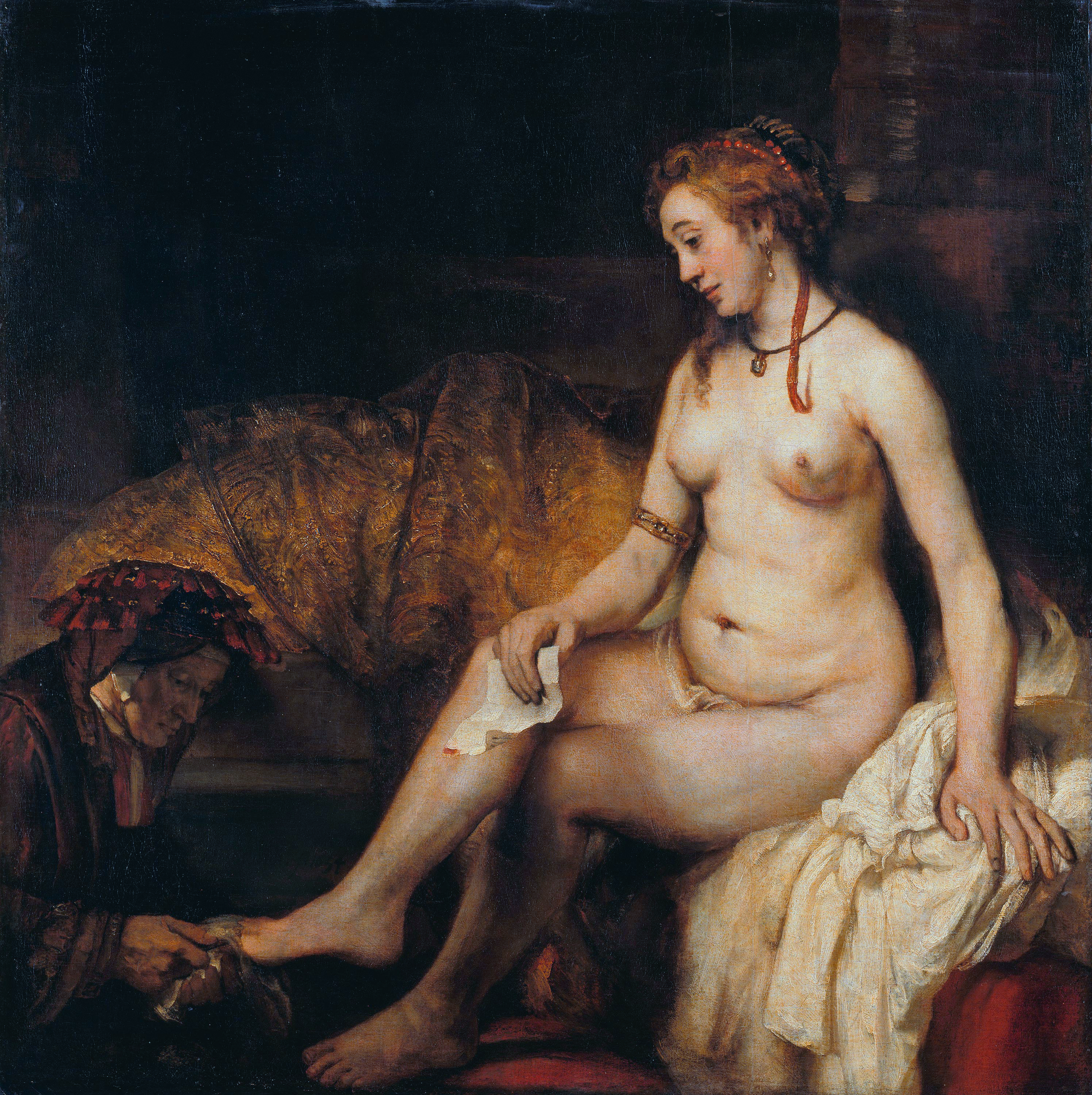
レンブラント1643, ルーブル美術館

クルアーンにおいてバト・シェバの物語に関係がある唯一の節は、第38章20-25節である。この節からはナタンの寓話に幾ばくかの類似点を判断できるのみである。
若干のイスラム伝承によれば、ダビデはウリヤの死後バト・シェバと結婚し、彼女はソロモンの母親になる。ムスリムにとってバト・シェバ自身の伝説はそれほど有名ではない。通常は単にウリヤの妻と呼ばれている。

## 評論家の観点

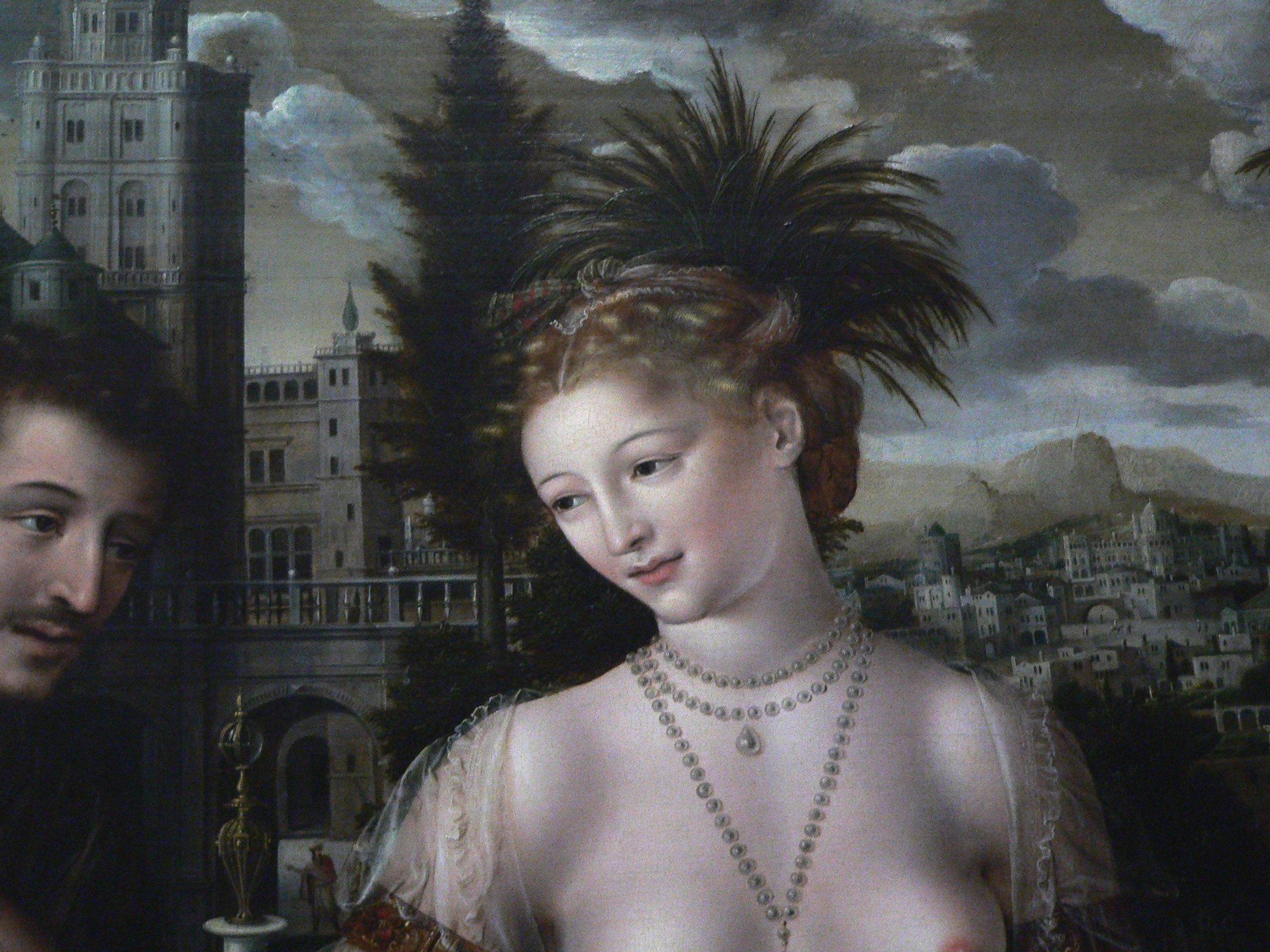
ダビデとバト・シェバ（部分）。ヤン・マサイス画、1562年 ルーヴル美術館

おそらく「誓いの娘」を意味する彼女の名前は歴代誌・上・第3章5節では「Bath-shua」と綴られている。旧約聖書においてバト・シェバに言及している節はサムエル記・下・第11章2節-12章24節、及び列王記・上・第1章-2章があり、いずれの書でも最も古い時代に属している。これはダビデの王宮の歴史の一部で、出来事に非常に近い位置におり、ダビデを理想化しなかった人物によって書かれた。そこに含まれる資料は、これらの書の後の時代のものより高い歴史的価値を持つ。ブッデは旧約聖書の最初の六書のJ資料（ヤーウェスト伝承）と関連づけようとした。
バト・シェバの物語に関する唯一の改竄は、ナタンによるダビデに対する非難で道徳的な色合いが強まるサムエル記・下・第12章の初期の数節である。カール・ブッデ (Karl Budde) によると新たに書き加えられた部分は、12章の7、8及び10-12節で、フリードリッヒ・シュワリーとH・P・スミスによれば12章の1-15a節全体が書き入れられており、15b節は第11章27節と直接繋がっていなくてはならない。これはバト・シェバ自身の物語には直接影響を及ぼしていない。歴代誌ではダビデの過ちを述べる事は差し控えられており、バト・シェバがダビデの妻になった経緯は全て省略され、彼女の子供たちの名前（シムア、ショバブ、ナタン (Nathan)、ソロモン）だけが載せられている。
バト・シェバの父親はエリアム（歴代誌・上・第3章5節ではアミエル (Ammiel) と綴られている）であり、この名はダビデの英雄の1人アヒトフェルの息子の名でもある（サムエル記・下・第23章34節）。これによりバト・シェバがアヒトフェルの孫娘であり、彼がアブサロムの反乱に加担したのはダビデのバト・シェバに対する行ないへの報復であったと推測される。